# Renato Curi Angolana
Renato Curi Angolana, hay đơn giản là Angolana, là một câu lạc bộ bóng đá Ý đến từ Città Sant'Angelo, Abruzzo.

## Lịch sử
Câu lạc bộ được thành lập vào năm 1998 sau khi sáp nhập Renato Curi, cùng tên của một cầu thủ bóng đá Perugia, người đột ngột qua đời vào năm 1977 trong một trận đấu với Juventus  (thành lập năm 1978 tại Pescara chơi ở Eccellenza Abruzzo) và Angolana (thành lập năm 1948 tại Città Sant'Angelo chơi ở Promozione Abruzzo).
Trong mùa giải 2004-05 từ Eccellenza Abruzzo, đội đã được thăng hạng lên Serie D. Trong mùa giải 2013-2014 từ Serie D, nó đã trở lại ở Eccellenza.

## Màu sắc và huy hiệu
Màu sắc của đội là đen và xanh.

## Cầu thủ nổi tiếng của Renato Curi Angolana
Oddo Massimo
Fabio Grosso
Ernesto Terra
Raffaele Biancolino
Andrea D'Agostino
Alessandro Del Grosso
Matteo Ciofani
Marco Capuano
Alessandro Iacobucci
Carlo Luisi